# Droctulf
Droctulf (Droctulfo, Droctulfus, Drocton) fue un general bizantino de origen suevo o alemánico. Según la Historia Langobardorum de Pablo el Diácono, se crio entre los lombardos, con quienes entró en la península italiana en 569. Finalmente se unió al Ejército bizantino para luchar contra ellos, convirtiéndose en un aliado importante tanto del emperador como del papa.

## Historia
Después de que Faroaldo, el duque lombardo de Espoleto, capturara Classis, el puerto de Ravena, Droctulf lo recuperó para el Imperio en 575-576. Estuvo brevemente encarcelado (Pablo se refiere a una captivitas), pero fue liberado por el Imperio y sirvió como comandante (dux, duque) del puesto bizantino de Brescello (Reggio Emilia), que custodiaba un puente sobre el río Po que conducía a Classis, desde alrededor de 584. Entre 584 y 590 luchó intensamente contra Autario, rey de los lombardos, quien finalmente lo obligó a retirarse a Ravena mientras la región de Brescello era tomada por los lombardos y las murallas de la ciudad eran arrasadas.
Tras su fracaso en Italia, Droctulf fue llamado a los Balcanes y Tracia para defenderse del ejército de eslavos y ávaros que asediaban Adrianópolis (586). Los bizantinos le concedieron sepultura en la Basílica de San Vital en Ravena, donde sobrevivió su extenso epitafio, que fue registrado por Pablo.

## En la literatura
Droctulft es un protagonista idealizado en “Historia del guerrero y la cautiva” de Jorge Luis Borges, en la colección de cuentos El Aleph de 1949.
El filósofo y crítico literario italiano Benedetto Croce se refirió al epitafio (perdido) de Droctulf en Ravena como «la poesía que levanta la cabeza donde menos lo esperas» (La poesía, 1942).